# Gianni Toti

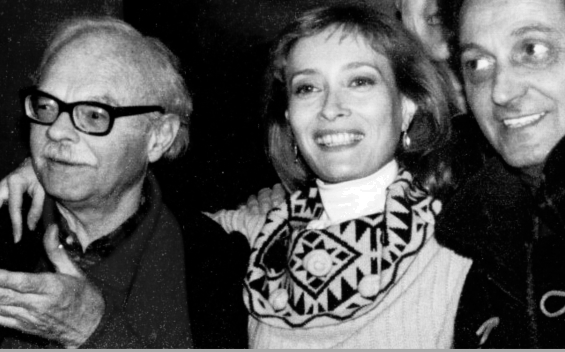
Gianni Toti (links) mit Caterina Davinio und Mario Sasso (1993)

Gianni Toti (* 1924 in Rom; † 8. Januar 2007 in Rom) war ein italienischer Dichter, Künstler und Schriftsteller. Autor der elektronischen Poesie (poetronica) und Videokunst.

## Film und Videokunst

### Film
- Ciné-tracts, cortissimimetraggi, Parigi-Roma 1968-1969
- Chi ha paura della Cecoslovacchia, 1969, Unitelefilm, Roma
- Cinegiornaliberi, cortometraggi (con Cesare Zavattini), 1968–69
- Lenin vivo, mediometraggio, Unitelefilm, Roma 1970
- E di Shaùl e dei sicari sulle vie da Damasco, lungometraggio 35mm. 1973, 119', Italia-Siria
- Alice nel paese delle cartaviglie, mediometraggio, 1980

### Videokunst
- La vita quotidiana durante la seconda guerra mondiale, 1980 50', Rai-DSE
- Per una videopoesia, 1980, 80', Rai-Ricerca e sperimentazione programmi
- Tre videopoemetti, 1981, 33' Rai-Ricerca e sperimentazione programmi
- "Trilogia majakovskiana": Valeriascopia, 26';
- Incatenata alla pellicola, 60';
- Cuor di Tèlema, 83', 1982–83, Rai-Ricerca e sperimentazione programmi
- "L'immaginario scientifico": L'arnia cosmica, 9';
- Alla ricerca dell'anticoda, 14';
- I raggi cosmici e l'odoscopio, 4'45";
- Dialogo digitale del corpo umano, 27';
- L'ordine, il caos, il phaos, 24'30";
- La terra vista dal cielo, 5';
- Conversazione sulle grandi sintesi, 50', 1986,
- Cité de la Science et de l'Industrie, La Villette, Paris
- SqueeZangeZaùm, 1988, 100', Rai-Istituto Luce. Dedicated to Velimir Khlebnikov (Gold Laser Award, Locarno, 1988)
- Terminale Intelligenza, 1990, 60', Università degli Studi, Pisa
- Monteveritazione op. 000?, 1991, 17', Festival Videoart Locarno
- Tenez Tennis, 1992, 15', Rai Lombardia, Università degli Studi, Bologna, Etabeta, Roma. For Valeria Magli's ballet with music by John Cage
- Planetopolis, 1994, 126', CICV-Centre International de Création Vidéo Montbéliard-Belfort
- L'origInédite, 1994, 18', Atélier Brouillard Précis, Marseille
- Tupac Amauta-premier chant, 1997, 53', CICV Montbéliard-Belfort. Trilogy inspired to Tupac Amaru, Inca king murdered in 1572 by the conquistadores, and to Tupac Amaru II, who fought against the Conquer with his Quechua indios.
- Acà Nada, 1998, 27', PRIM, Montréal, Canada.
- Gramsciategui ou les poesimistes-deuxième cri, 1999, 55', CICV Montbéliard-Belfort
- Trionfo della morte et mort sans triomphe avec danses macabres, 2002, 23', CICV Montbéliard-Belfort

## Veröffentlichungen
- Gianni Toti: L'altra fame, novel, Milano, Rizzoli, 1970
- Gianni Toti: Il padrone assoluto, novel, Milano, Feltrinelli, 1977
- Gianni Toti: Che c'è di nuovo, Premio Rapallo 1962
- Gianni Toti: L’uomo scritto, poems, Sciascia, 1961
- Gianni Toti: La coscienza infelice, poems, Guanda, 1966
- Gianni Toti: Penultime dall’al di qua, poems, Sciascia, 1969
- Gianni Toti: Per il paroletariato o della poesicipazione, Umbria Editrice, 1977
- Gianni Toti: Tre ucronie, 1970
- Gianni Toti: Chiamiamola poemetànoia, 1974
- Gianni Toti: Il leggibile figlio di Jakob, poems, Il Bagatto, 1984
- Gianni Toti: Strani attrattori, poems, Empiria, 1986
- Gianni Toti: La bellezza dell'enigma, Carlo Mancosu Publisher, collection of books + sound cassette, Roma 1992
- Gianni Toti: Tredici irracconti dell’anagnoste, prose, Artificina, 1981
- Gianni Toti: Racconti di palpebra, prose, Empiria, 1989
- Poesia e no (Piccolo Teatro di Livorno, 1965)
- La penultima caccia allo snualo (Pestival Santa Croce sull’Arno, 1985) Essays:
- Gianni Toti: Il tempo libero, Editori Riuniti, 1961,
- Gianni Toti: Erotismo, eversione, merce, Cappelli, 1974
- Gianni Toti: Mostri al microscopio, Marsilio, 1980